# Гремящая (плавучая батарея, 1834)
«Гремящая» — плавучая батарея Балтийского флота Российской империи, находившаяся в составе флота с 1834 года.

## Описание судна
Парусно-гребная плавучая батарея с деревянным корпусом. Длина судна между перпендикулярами составляла 26,8 метра, ширина без обшивки — 8,2 метра, а осадка — 2,2 метра. Вооружение судна по сведениям их различных источников могли составлять от 5 до 7 орудий.

## История службы
Плавучая батарея «Гремящая» была заложена на стапеле Главного адмиралтейства в Санкт-Петербурге 30 апреля (12 мая) 1834 года и после спуска на воду 27 октября (8 ноября) 1834 года вошла в состав Балтийского флота России. Строительство вёл кораблестроитель поручик Корпуса корабельных инженеров А. Х. Шаумбург.
В кампанию 1836 года в составе отряда гребной флотилии совершала плавания между Санкт-Петербургом и Кронштадтом.
В 1841 году находилась в составе гребной эскадры, крейсировавшей между Кронштадтом, Петергофом и Ораниенбаумом.
В кампанию 1845 года также находилась в крейсерских плаваниях между Кронштадтом и Петергофом. Сведений о плаваниях плавучей батареи после 1845 года не найдено.

## Командиры судна
Командирами плавучей батареи «Гремящая» в составе Российского императорского флота в разное время служили:
- лейтенант Г. П. Хомотьяно (1836 год)[8];
- мичман М. В. Мокеев (1841 год)[11][9];
- капитан-лейтенант С. М. Развозов (1845 год)[12].